# David Martijn
David Martijn (1980) is een Belgische muzikant en componist. 
Martijn speelt gitaar en synths bij de band Goose en tourde als muzikant met de band Soulwax. Martijn debuteerde als componist van soundtracks voor OdysSea, een documentaire van Jimmy Kets over fotograaf Carl De Keyzer. Nadien volgde de soundtrack voor de serie De Dag, waar hij regisseur Gilles Coulier leerde kennen. Samen met Jeroen Swinnen maakte hij de muziek voor de series De Twaalf en Red Light. Gilles Coulier bracht Martijn aan boord als componist voor de soundtrack van War of the Worlds. De muziek voor die serie kwam tot stand in de nieuwe thuisbasis van Goose, de Safari Studios in Kortrijk.